# THE IDOLM@STER SideM 10th ANNIVERSARY P@SSION
『THE IDOLM@STER SideM 10th ANNIVERSARY P@SSION』（アイドルマスター サイドエム テンスアニバーサリーパッション）は、2024年10月30日よりランティスからリリースされているCDシリーズ。

## 概要
『アイドルマスター SideM』10周年を記念したユニットごとのベストアルバムシリーズ。新ユニット曲2曲に加え、既存のユニット曲やライブ特販CDとして過去販売していたユニット曲ソロVer.1曲分が収録される。「16 C.FIRST」を除き全2枚組。
2025年2月9日、10周年記念曲「SUPREME STARS !!!」のリリースが追加で発表された。
このCDが初収録となる曲は太字で表記する。

## 01 DRAMATIC STARS
2024年10月30日発売。
収録曲
歌：DRAMATIC STARS
DISC1
1. STAR over STAR
作詞：山崎寛子、作曲・編曲：山崎光（Arte Refact）
2. Delight Excursion
作詞：松井洋平、作曲：本多友紀（Arte Refact）、編曲：水野谷怜（Arte Refact）
3. STARLIGHT CELEBRATE!
作詞：松井洋平　作曲・編曲：EFFY
4. DRAMATIC NONFICTION
作詞：松井洋平、作曲：磯崎健史、編曲：Kon-K
5. MOON NIGHTのせいにして
作詞：結城アイラ、作曲：本多友紀（Arte Refact）、編曲：酒井拓也（Arte Refact）
6. ARRIVE TO STAR
作詞：松井洋平、作曲：本多友紀（Arte Refact）、編曲：脇眞富（Arte Refact）
7. ASTERISK
作詞：松井洋平、作曲・編曲：武田将弥（Dream Monster）
8. GOOD NEW MORNING
作詞：松井洋平、作曲：塚田耕平（Dream Monster）、編曲：椿山日南子（Dream Monster）
9. Change to Chance
作詞：松井洋平、作曲・編曲：南田健吾
10. Rainy Memories
作詞：松井洋平、作曲・編曲：成瀬裕介
11. S!T!A!R!ting
作詞：山崎寛子、作曲・編曲：アッシュ井上（Dream Monster）
12. 劇星☆戦隊ドラスターズ
作詞：松井洋平、作曲・編曲：石田秀登
13. ハローハイドレンジア
作詞：山崎寛子、作曲・編曲：オオヤギヒロオ

DISC2
1. STAR over STAR（Off Vocal）
2. Delight Excursion（Off Vocal）
3. MOON NIGHTのせいにして（天道輝ソロVer.）
歌：天道輝
4. MOON NIGHTのせいにして（桜庭薫ソロVer.）
歌：桜庭薫
5. MOON NIGHTのせいにして（柏木翼ソロVer.）
歌：柏木翼

## 02 Jupiter
2024年11月13日発売。
収録曲
歌：Jupiter
DISC1
1. 惑星が瞬いた夜に
作詞：マイクスギヤマ、作曲・編曲：鶴﨑輝一
2. トロンプルイユ・ダンスホール
作詞：真崎エリカ、作曲・編曲：アッシュ井上（Dream Monster）
3. BRAND NEW FIELD
作詞：真崎エリカ、作曲・編曲：山口朗彦
4. Planet scape
作詞：真崎エリカ、作曲・編曲：Kon-K
5. GLORIA MOMENT
作詞：真崎エリカ、作曲・編曲：中土智博
6. Over AGAIN
作詞：真崎エリカ、作曲・編曲：山田竜平
7. 運命光年
作詞：真崎エリカ、作曲：Ryu、編曲：日置江佑一朗
8. Radiant Letter
作詞：真崎エリカ、作曲・編曲：佐々木裕
9. Inner Dignity
作詞：真崎エリカ、作曲：BNSI (濱本理央)、編曲：中土智博
10. Before long, DELIGHT
作詞：真崎エリカ、作曲・編曲：山口朗彦
11. SPACY PARADISE
作詞：マイクスギヤマ、作曲：大西克巳、編曲：渡辺徹
12. BRIGHT AWAKING
作詞：マイクスギヤマ、作曲・編曲：中土智博
13. STAY TUNED ORBIT
作詞：真崎エリカ、作曲・編曲：山口朗彦

DISC2
1. 惑星が瞬いた夜に（Off Vocal）
2. トロンプルイユ・ダンスホール（Off Vocal）
3. Inner Dignity（天ヶ瀬冬馬ソロVer.）
歌：天ヶ瀬冬馬
4. Inner Dignity（御手洗翔太ソロVer.）
歌：御手洗翔太
5. Inner Dignity（伊集院北斗ソロVer.）
歌：伊集院北斗

## 03 Altessimo
2024年11月27日発売。
収録曲
歌：Altessimo
DISC1
1. Vivamente！
作詞：マイクスギヤマ、作曲・編曲：藤井健太郎（HANO）
2. Panorama's Fanfare
作詞：真崎エリカ、作曲・編曲：浅利進吾
3. The 1st Movement ～未来のための二重奏～
作詞：真崎エリカ、作曲：小高光太郎・UiNA、編曲：小高光太郎
4. Never end｢Opus｣
作詞：真崎エリカ、作曲：小高光太郎・UiNA、編曲：小高光太郎
5. Tone's Destiny
作詞：真崎エリカ、作曲：小高光太郎・UiNA、編曲：小高光太郎・石倉誉之
6. mermaid fermata
作詞：真崎エリカ、作曲：小高光太郎・UiNA、編曲：矢野達也・小高光太郎
7. Attacca Scenery
作詞：真崎エリカ、作曲・編曲：本多友紀(Arte Refact)
8. Infinite Octave!
作詞：真崎エリカ、作曲：小高光太郎・UiNA、編曲：小高光太郎・矢野達也
9. Sign of Hope
作詞：真崎エリカ、作曲・編曲：矢野達也
10. The Symphonic Daylight
作詞：マイクスギヤマ、作曲・編曲：小高光太郎・矢野達也・UiNA
11. 夢の不思議なラビリンス
作詞：真崎エリカ、作曲・編曲：フワリ（Dream Monster）
12. Precious ordinary days
作詞：マイクスギヤマ、作曲：叶人・小高光太郎・牧野太洋、編曲：牧野太洋

DISC2
1. Vivamente！（Off Vocal）
2. Panorama's Fanfare（Off Vocal）
3. mermaid fermata（都築圭ソロVer.）
歌：都築圭
4. mermaid fermata（神楽麗ソロVer.）
歌：神楽麗

## 04 Beit
2024年12月11日発売。
収録曲
歌：Beit
DISC1
1. Magic of Princess
作詞：山崎寛子、作曲・編曲：浅利進吾
2. Best Wishes.
作詞：真崎エリカ、作曲・編曲：遠藤直弥
3. スマイル・エンゲージ
作詞：真崎エリカ、作曲・編曲：山口朗彦
4. 想いはETERNITY
作詞：真崎エリカ、作曲・編曲：渡辺未来
5. Fun! Fun! Festa!
作詞：真崎エリカ、作曲・編曲：矢鴇つかさ（Arte Refact）
6. TOMORROW DIAMOND
作詞：真崎エリカ、作曲・編曲：本多友紀（Arte Refact）
7. Avenue Illusion!
作詞：真崎エリカ、作曲・編曲：山口朗彦
8. Secret Ornament
作詞：真崎エリカ、作曲：茨木わたる(MYSTICAL NIGHT)、編曲：椿山日南子(Dream Monster)
9. Platinum MASK
作詞：真崎エリカ、作曲・編曲：桑原佑介
10. MIRROR of TRUTH
作詞：真崎エリカ、作曲：濱田幹浩、編曲：神谷礼
11. マイドラマティックヒロイン
作詞：山崎寛子、作曲・編曲：永井正道
12. 千夜一夜に瞬く星よ
作詞：結城アイラ、作曲・編曲：Sugane Masato
13. ハナビラメールの空
作詞：真崎エリカ、作曲：大濱健悟、編曲：伊藤立

DISC2
1. Magic of Princess（Off Vocal）
2. Best Wishes.（Off Vocal）
3. Fun! Fun! Festa!（鷹城恭二ソロVer.）
歌：鷹城恭二
4. Fun! Fun! Festa!（ピエールソロVer.）
歌：ピエール
5. Fun! Fun! Festa!（渡辺みのりソロVer.）
歌：渡辺みのり

## 05 W
2024年12月25日発売。
収録曲
歌：W
DISC1
1. SUPER KICK & RAP
作詞：マイクスギヤマ、作曲・編曲：桑原佑介
2. PLAY FOR FUN-TASY
作詞：マイクスギヤマ、作曲・編曲：OzaShin
3. VICTORY BELIEVER
作詞：結城アイラ、作曲・編曲：山口朗彦
4. Pleasure Forever...
作詞：結城アイラ、作曲・編曲：本田光史郞
5. LEADING YOUR DREAM
作詞：結城アイラ、作曲：徳田光希、編曲：遠藤直弥
6. AFTER THE RAIN
作詞：結城アイラ、作曲・編曲：TKC
7. Great Sympathy
作詞：結城アイラ、作曲・編曲：本多友紀（Arte Refact）
8. YELL OF DELIGHT
作詞：結城アイラ、作曲・編曲：アッシュ井上 (Dream Monster)　
9. VIVA!!ファミリーリズム
作詞：結城アイラ、作曲・編曲：鈴木裕哉・藤原彩豊
10. Watchword
作詞：結城アイラ、作曲：信政誠、編曲：河合英嗣
11. Growin’Groovin’
作詞：結城アイラ、作曲・編曲：鈴木航海
12. AZUR
作詞：結城アイラ、作曲・編曲：春川仁志
13. Feeeel Gooood!
作詞：マイクスギヤマ、作曲：hana20、編曲：SprightS

DISC2
1. SUPER KICK & RAP（Off Vocal）
2. PLAY FOR FUN-TASY（Off Vocal）
3. VIVA!!ファミリーリズム（蒼井悠介ソロVer.）
歌：蒼井悠介
4. VIVA!!ファミリーリズム（蒼井享介ソロVer.）
歌：蒼井享介

## 06 FRAME
2025年1月8日発売。
収録曲
歌：FRAME
DISC1
1. スターチスを束にして
作詞：山崎寛子、作曲：浅原康浩、編曲：安瀬聖
2. ULTIMATE FLAME
作詞：真崎エリカ、作曲・編曲：ヒゲドライバー
3. 勇敢なるキミへ
作詞：真崎エリカ、作曲・編曲：増田武史
4. MISSION is ピースフル！
作詞：真崎エリカ、作曲・編曲：磯崎健史
5. Swing Your Leaves
作詞：真崎エリカ、作曲・編曲：田中俊亮
6. スリーブレス
作詞：真崎エリカ、作曲：金子雄紀、編曲：安岡洋一郎
7. リビングアイズヒーロー
作詞：真崎エリカ、作曲・編曲：陶山隼
8. Plus 1 Good Day!
作詞：真崎エリカ、作曲・編曲：アッシュ井上（Dream Monster）
9. SOOTHING PLACE
作詞：真崎エリカ、作曲・編曲：h-wonder
10. ONE to DREAM！
作詞：山崎寛子、作曲：本多友紀(Arte Refact）、編曲：脇眞富(Arte Refact)
11. Amber Color Oasis
作詞：真崎エリカ、作曲：信政誠、編曲：堀 秀彰・松下昇平
12. 「また明日」の約束を
作詞：山崎寛子、作曲・編曲：鈴木航海

DISC2
1. スターチスを束にして（Off Vocal）
2. ULTIMATE FLAME（Off Vocal）
3. Swing Your Leaves（握野英雄ソロVer.）
歌：握野英雄
4. Swing Your Leaves（木村龍ソロVer.）
歌：木村龍
5. Swing Your Leaves（信玄誠司ソロVer.）
歌：信玄誠司

## 07 彩
2025年1月22日発売。
収録曲
歌：彩
DISC1
1. 縁会！～ENTERTAINMENTS!～
作詞：松井洋平、作曲・編曲：KoTa
2. らんまん開花
作詞：新谷風太、作曲・編曲：高木龍一（Dream Monster）
3. 喝彩！～花鳥風月～
作詞：松井洋平、作曲：流歌、編曲：遠藤直弥
4. 和風堂々！～WAnderful NIPPON！～
作詞：松井洋平、作曲：江並哲志、編曲：河田貴央
5. 桜彩
作詞：松井洋平、作曲：夜兎・小高光太郎、編曲：ラムシーニ・小高光太郎
6. 祝彩！
作詞：松井洋平、作曲・編曲：山本恭平(Arte Refact)
7. 装 -So Beautiful-
作詞：松井洋平、作曲・編曲：桑原佑介
8. いとをかし！〜一彩×合彩〜
作詞：松井洋平、作曲・編曲：流歌
9. 彩リノ歌
作詞：松井洋平、作曲・編曲：関口晶大
10. 愛笑華！
作詞：松井洋平、作曲・編曲：草野将史
11. 君と咲いた未来へ
作詞：松井洋平、作曲・編曲：鶴崎輝一
12. 幸燦燦と！
作詞：新谷風太、作曲：岩越涼大、編曲：MEG.ME

DISC2
1. 縁会！～ENTERTAINMENTS!～（Off Vocal）
2. らんまん開花（Off Vocal）
3. いとをかし！～一彩×合彩～（猫柳キリオソロVer.）
歌：猫柳キリオ
4. いとをかし！～一彩×合彩～（華村翔真ソロVer.）
歌：華村翔真
5. いとをかし！～一彩×合彩～（清澄九郎ソロVer.）
歌：清澄九郎

## 08 High×Joker
2025年2月5日発売。
収録曲
歌：High×Joker
DISC1
1. The Radical JOKER
作詞：新谷風太、作曲・編曲：アオワイファイ
2. Mixxxxxed!!
作詞：新谷風太、作曲：Haggy Rock（Dream Monster）、編曲：和賀裕希
3. HIGH JUMP NO LIMIT
作詞：結城アイラ、作曲：光増ハジメ、編曲：EFFY
4. JOKER↗オールマイティ
作詞：結城アイラ、作曲・編曲：河田貴央
5. OUR SONG-それは世界でひとつだけ-
作詞：結城アイラ、作曲・編曲：本田光史郎
6. Sunset★Colors
作詞：結城アイラ、作曲・編曲：本田光史郎
7. SEASON IN THE FIVE
作詞：結城アイラ、作曲・編曲：アッシュ井上(Dream Monster)
8. Smiles In Wonderland!
作詞：結城アイラ、作曲・編曲：青海佑樹
9. JOYFUL HEART MAKER
作詞：結城アイラ、作曲・編曲：神田ジョン
10. Toward Pole Star
作詞：結城アイラ、作曲・編曲：志村真白
11. キセキ的 STARRY-TUNE!!!!!
作詞：新谷風太、作曲・編曲：光増ハジメ
12. POPPIN' PLANET
作詞：結城アイラ、作曲・編曲：藤井健太郎（HANO）
13. セブンデイズ・アルペジオ
作詞：新谷風太、作曲・編曲：大熊淳生（Arte Refact）

DISC2
1. The Radical JOKER（Off Vocal）
2. Mixxxxxed!!（Off Vocal）
3. JOYFUL HEART MAKER（秋山隼人ソロVer.）
歌：秋山隼人
4. JOYFUL HEART MAKER（冬美旬ソロVer.）
歌：冬美旬
5. JOYFUL HEART MAKER（榊夏来ソロVer.）
歌：榊夏来
6. JOYFUL HEART MAKER（若里春名ソロVer.）
歌：若里春名
7. JOYFUL HEART MAKER（伊瀬谷四季ソロVer.）
歌：伊瀬谷四季

## 09 神速一魂
2025年2月19日発売。
収録曲
歌：神速一魂
DISC1
1. FIRED UP！
作詞：結城アイラ、作曲・編曲：増田武史
2. Stillness≒Movement
作詞：結城アイラ、作曲：家原正樹・SUNHEE、編曲：家原正樹
3. バーニン・クールで輝いて
作詞：真崎エリカ、作曲・編曲：河田貴央
4. オレたちの最強伝説～一世一代、破羅駄威棲！～
作詞：真崎エリカ、作曲・編曲：渡辺和紀
5. RIGHT WAY, SOUL MATE
作詞：松井洋平、作曲：清水昭男、編曲：清水昭男・山下洋介
6. オモイノウタ
作詞：結城アイラ、作曲・編曲：白戸佑輔 (Dream Monster)
7. 喜怒哀楽万国共通-Burn it up!-
作詞：結城アイラ、作曲・編曲：河田貴央
8. ROUTE77
作詞：結城アイラ、作曲・編曲：増田武史
9. タソガレドキ、Bluesy
作詞：結城アイラ、作曲・編曲：増田武史
10. CALLING
作詞：結城アイラ、作曲・編曲：家原正樹
11. ヒカリ待つ明日へ
作詞：結城アイラ、作曲・編曲：めんま
12. Godspeed IGNITION!!
作詞：新谷風太、作曲：三井真一（Dream Monster）、編曲：Aira（Dream Monster）

DISC2
1. FIRED UP！（Off Vocal）
2. Stillness≒Movement（Off Vocal）
3. RIGHT WAY, SOUL MATE（紅井朱雀ソロVer.）
歌：紅井朱雀
4. RIGHT WAY, SOUL MATE（黒野玄武ソロVer.）
歌：黒野玄武

## 10 Café Parade
2025年3月5日発売。
収録曲
歌：Café Parade
DISC1
1. HAPPY STARTING
作詞：松井洋平、作曲・編曲：田熊知存(Dream Monster)
2. Chocolate Special
作詞：山崎寛子、作曲・編曲：近藤秀次
3. Café Parade!
作詞：松井洋平、作曲・編曲：大川茂伸
4. Á La Carte FREEDOM♪
作詞：松井洋平、作曲：江並哲志、編曲：増田武史
5. Reversed Masquerade
作詞：松井洋平、作曲・編曲：本多友紀（Arte Refact）
6. Present For You!!!!! ～A day in the café～
作詞：松井洋平、作曲・編曲：桑原佑介
7. Delicious Delivery
作詞：松井洋平、作曲・編曲：三好啓太
8. Pavé Étoiles
作詞：松井洋平、作曲：丸山真由子、編曲：清水武仁
9. Teatime Cliché
作詞：松井洋平、作曲：丸山真由子、編曲：TOMISIRO
10. Smiling Platter！
作詞：松井洋平、作曲・編曲：三好啓太
11. Heartmade Cookies
作詞：松井洋平、作曲・編曲：青木康平
12. Dear you, Cheers!!
作詞：山崎寛子、作曲：和賀裕希、編曲：イケガミキヨシ

DISC2
1. HAPPY STARTING（Off Vocal）
2. Chocolate Special（Off Vocal）
3. Reversed Masquerade（神谷幸広ソロVer.）
歌：神谷幸広
4. Reversed Masquerade（東雲荘一郎ソロVer.）
歌：東雲荘一郎
5. Reversed Masquerade（アスラン＝ベルゼビュートⅡ世ソロVer.）
歌：アスラン＝ベルゼビュートⅡ世
6. Reversed Masquerade（卯月巻緒ソロVer.）
歌：卯月巻緒
7. Reversed Masquerade（水嶋咲ソロVer.）
歌：水嶋咲

## 11 もふもふえん
2025年3月19日発売。
収録曲
歌：もふもふえん
DISC1
1. もふっと・ゆにばぁ～す・とらべら～！
作詞：真崎エリカ、作曲：佐藤厚仁（Dream Monster）、編曲：Aira（Dream Monster）
2. ＊ましゅまろ色のまほう使い＊
作詞：真崎エリカ、作曲・編曲：藤原彩豊
3. うぇるかむ・はぴきらパーク！
作詞：真崎エリカ、作曲・編曲：山本翔馬
4. もっふ・いんざぼっくす♪
作詞：真崎エリカ、作曲・編曲：渡邉俊彦
5. 伝えたいのはこんなきもち
作詞：真崎エリカ、作曲：原田篤 (Arte Refact)、編曲：脇眞富 (Arte Refact)
6. はんどめいど・きみはーと！
作詞：真崎エリカ、作曲・編曲：桑原佑介
7. わんだー×まーちんぐ!
作詞：真崎エリカ、作曲・編曲：大熊淳生 (Arte Refact)
8. はるかぜバトン
作詞：真崎エリカ、作曲・編曲：アオワイファイ
9. そだてっ！たいむかぷせる
作詞：真崎エリカ、作曲・編曲：ヒゲドライバー
10. もふ・きゅ～と・デイズ☆
作詞：新谷風太、作曲・編曲：志村真白
11. からふる・とれじゃ～わ～るど！
作詞：真崎エリカ、作曲・編曲：桑原佑介
12. もふデビ★うぉんてっど
作詞：新谷風太、作曲・編曲：大西克巳（Blue Bird's Nest）

DISC2
1. もふっと・ゆにばぁ～す・とらべら～！（Off Vocal）
2. ＊ましゅまろ色のまほう使い＊（Off Vocal）
3. はんどめいど・きみはーと！（岡村直央ソロVer.）
歌：岡村直央
4. はんどめいど・きみはーと！（橘志狼ソロVer.）
歌：橘志狼
5. はんどめいど・きみはーと！（姫野かのんソロVer.）
歌：姫野かのん

## 12 S.E.M
収録曲
2025年4月2日発売。
歌：S.E.M
DISC1
1. Around Find World !
作詞：松井洋平、作曲・編曲：光増ハジメ
2. Dear My Light,
作詞：松井洋平、作曲：凛々咲、編曲：T4K
3. ∞ Possibilities
作詞：松井洋平、作曲：オオヤギヒロオ・南田健吾、編曲：南田健吾
4. Study Equal Magic!
作詞：松井洋平、作曲・編曲：岡本健介
5. サ・ヨ・ナ・ラ Summer Holiday
作詞：松井洋平、作曲・編曲：伊藤賢
6. From Teacher To Future!
作詞：松井洋平、作曲：本多友紀（Arte Refact）、編曲：脇眞富（Arte Refact）
7. √EVOLUTION
作詞：松井洋平、作曲・編曲：折倉俊則
8. Happy's Birthday
作詞：松井洋平、作曲：本多友紀（Arte Refact）、編曲：脇眞富（Arte Refact）
9. Multiple Entertainment Show!
作詞：松井洋平、作曲・編曲：桑原佑介
10. Dance in the school!
作詞：真崎エリカ、作曲・編曲：山口朗彦
11. BeSide Emotion
作詞：松井洋平、作曲：Dr. Lilcom、編曲：Dr. Lilcom・SprightS
12. Life’s Side Menu!
作詞：松井洋平、作曲・編曲：清田直人
13. Eterniteen Age!!!
作詞：松井洋平、作曲・編曲：志村真白

DISC2
1. Around Find World !（Off Vocal）
2. Dear My Light,（Off Vocal）
3. サ・ヨ・ナ・ラ Summer Holiday（硲道夫ソロVer.）
歌：硲道夫
4. サ・ヨ・ナ・ラ Summer Holiday（舞田類ソロVer.）
歌：舞田類
5. サ・ヨ・ナ・ラ Summer Holiday（山下次郎ソロVer.）
歌：山下次郎

## 13 THE 虎牙道
2025年4月16日発売。
収録曲
歌：THE 虎牙道
DISC1
1. SUPERNOVA
作詞：新谷風太、作曲：オタユキ・加藤祐平、編曲：加藤祐平
2. Miraculous White Day
作詞：結城アイラ、作曲：丸山真由子(Blue Bird's Nest)、編曲：清水武仁(Blue Bird's Nest)
3. 強く尊き獣たち
作詞：結城アイラ、作曲・編曲：岡本健介
4. 情熱...FIGHTER
作詞：結城アイラ、作曲・編曲：増田武史
5. RAY OF LIGHT
作詞：結城アイラ、作曲・編曲：矢鴇つかさ（Arte Refact）
6. PROOF OF ONESELF
作詞：結城アイラ、作曲・編曲：中野領太
7. Hungry?
作詞：結城アイラ、作曲・編曲：大西克巳
8. K.now O.nly
作詞：結城アイラ、作曲・編曲：本多友紀(Arte Refact)
9. CATCH ME IF YOU CAN
作詞：結城アイラ、作曲：本多友紀(Arte Refact)、編曲：河合泰志(Arte Refact)
10. Reflection BREAKERS
作詞：新谷風太、作曲・編曲：ミディ
11. 宵闇のイリュージョン
作詞：結城アイラ、作曲・編曲：福田陽司
12. 究極…FIGHTING
作詞：結城アイラ、作曲・編曲：本田光史郎・星野孝文

DISC2
1. SUPERNOVA（Off Vocal）
2. Miraculous White Day（Off Vocal）
3. PROOF OF ONESELF（大河タケルソロVer.）
歌：大河タケル
4. PROOF OF ONESELF（円城寺道流ソロVer.）
歌：円城寺道流
5. PROOF OF ONESELF（牙崎漣ソロVer.）
歌：牙崎漣

## 14 F-LAGS
2025年4月30日発売。九十九一希の音源を比留間俊哉の物に差し替えた「♡Cupids!」「Waving FLAGS」がCD収録されるのはこれが初となる。
収録曲
歌：F-LAGS
DISC1
1. BRIGHT SUNNY DAY
作詞：結城アイラ、作曲：丸山真由子（Blue Bird's Nest）、編曲：清水武仁（Blue Bird's Nest）
2. ミート・ユメノトピア
作詞：結城アイラ、作曲・編曲：日比野裕史（Blue Bird's Nest）
3. 夢色VOYAGER
作詞：結城アイラ、作曲：原田篤（Arte Refact）、編曲：山本恭平（Arte Refact）
4. With...STORY
作詞：結城アイラ、作曲・編曲：斎藤仁久・小高光太郎
5. ♡Cupids!
作詞：結城アイラ、作曲・編曲：山元祐介
6. Waving FLAGS
作詞：結城アイラ、作曲：酒井拓也 (Arte Refact)、編曲：大熊淳生 (Arte Refact)
7. Hope's Journey
作詞：結城アイラ、作曲：Haggy Rock、編曲：佐藤厚仁（Dream Monster）
8. Made in「 ♪ 」
作詞：結城アイラ、作曲・編曲：アッシュ井上（Dream Monster）
9. Casually!
作詞：結城アイラ、作曲・編曲：アッシュ井上（Dream Monster）
10. Tricolor Rendezvous
作詞：マイクスギヤマ、作曲：前迫潤哉・Dr. Lilcom・春川仁志、編曲：Dr. Lilcom
11. Bitter Sweetアドレセンス
作詞：結城アイラ、作曲・編曲：アッシュ井上
12. FANTASTIC DISCOTHEQUE
作詞：結城アイラ、作曲：ナカムラジュンキ（Blue Bird's Nest）、編曲：渡辺徹（Blue Bird's Nest）

DISC2
1. BRIGHT SUNNY DAY（Off Vocal）
2. ミート・ユメノトピア（Off Vocal）
3. ♡Cupids!（秋月涼ソロVer.）
歌：秋月涼
4. ♡Cupids!（兜大吾ソロVer.）
歌：兜大吾
5. ♡Cupids!（九十九一希ソロVer.）
歌：九十九一希

## 15 Legenders
2025年5月14日発売。
収録曲
歌：Legenders
DISC1
1. Meteoric Swarm
作詞：松井洋平、作曲・編曲：日比野裕史（Blue Bird's Nest）
2. I'll show you
作詞：山崎寛子、作曲：徳田光希・whatsme、編曲：whatsme
3. Legacy of Spirit
作詞：松井洋平、作曲・編曲：本多友紀（Arte Refact）
4. String of Fate
作詞：松井洋平、作曲：原田篤（Arte Refact）、編曲：脇眞富（Arte Refact）
5. Symphonic Brave
作詞：松井洋平、作曲・編曲：山本恭平（Arte Refact）
6. Make New Legend
作詞：松井洋平、作曲・編曲：本多友紀 (Arte Refact)
7. FOCUS ON YOUR LIFE
作詞：松井洋平、作曲：Wiggy、編曲：石倉誉之
8. Time Before Time
作詞：松井洋平、作曲・編曲：玉木千尋
9. PERMAFROST
作詞：松井洋平、作曲：水永ここ、編曲：安岡洋一郎
10. Eclipse of the Heart
作詞：松井洋平、作曲・編曲：原田篤（Arte Refact）
11. リフレインアトリウム
作詞：山崎寛子、作曲・編曲：青木康平
12. “NOTHING TO LOSE”
作詞：松井洋平、作曲・編曲：光増ハジメ

DISC2
1. Meteoric Swarm（Off Vocal）
2. I'll show you（Off Vocal）
3. Make New Legend（葛之葉雨彦ソロVer.）
歌：葛之葉雨彦
4. Make New Legend（北村想楽ソロVer.）
歌：北村想楽
5. Make New Legend（古論クリスソロVer.）
歌：古論クリス

## 16 C.FIRST
2025年5月28日発売。このユニットのみ、CDは1枚のみである。
収録曲
歌：C.FIRST
1. We'll find a way
作詞：Kanata Okajima・Tayuto Nakasu、作曲：Junya Maesako・after all、編曲：after all
2. Sunny day, Perfect day
作詞：Safari Natsukawa、作曲：Mitsu.J(Digz, Inc. Group)・ladyhood(Digz, Inc. Group)、編曲：Mitsu.J(Digz, Inc. Group)
3. We're the one
作詞：Kanata Okajima、作曲：本多友紀(Arte Refact)、編曲：河合泰志(Arte Refact)
4. Not Alone
作詞：Kanata Okajima、作曲：本多友紀(Arte Refact)、編曲：河合泰志(Arte Refact)
5. Trust me now
作詞：Kanata Okajima・Hayato Yamamoto、作曲・編曲：伊藤和馬（Arte Refact）
6. 来来美食
作詞：Safari Natsukawa、作曲：シバタトモキ、編曲：Yo-SK
7. Face the World
作詞：Safari Natsukawa、作曲・編曲：Zeyun・星野孝文
8. We'll find a way（Off Vocal）
9. Sunny day, Perfect day（Off Vocal）
10. Not Alone(天峰秀ソロVer.)
歌：天峰秀
11. Not Alone(花園百々人ソロVer.)
歌：花園百々人
12. Not Alone(眉見鋭心ソロVer.)
歌：眉見鋭心
13. PRIDE STAR (C.FIRST Ver.)
作詞：BNSI（柿埜嘉奈子）、作曲・編曲：本多友紀（Arte Refact）

## 17 SUPREME STARS!!!
2025年6月11日発売。SideM10周年記念曲「SUPREME STARS !!!」を収録。CDのみの通常盤と、アクリルスタンド16種が付属する初回限定盤がある。
収録曲
1. SUPREME STARS !!!
歌：315 ALLSTARS
作詞：柿埜嘉奈子、作曲・編曲：EFFY
2. SUPREME STARS !!!
歌：315 STARS（フィジカルVer.）
3. SUPREME STARS !!!
歌：315 STARS（メンタルVer.）
4. SUPREME STARS !!!
歌：315 STARS（インテリVer.）
5. SUPREME STARS !!! (Off Vocal)

## 10th ANNIVERSARY P@SSION SOLO COLLECTION
ライブ会場限定で販売される、シリーズの楽曲のソロバージョンを収録したアルバム。
01
2025年7月12日発売。DRAMATIC STARSの「STAR over STAR」、Jupiterの「トロンプルイユ・ダンスホール」、Altessimoの「Panorama's Fanfare」、Beitの「Magic of Princess」のソロバージョンを収録。

## ユニット・リミックス盤
ライブ会場限定で販売される、シリーズ全体曲のユニットバージョンを収録したアルバム。
THE IDOLM@STER SideM UNIT COLLECTION -SUPREME STARS !!!-
2025年7月12日発売発売。「SUPREME STARS !!!」のユニットバージョンを収録。

### ユニットメンバー
1. 1 2 3  天道輝（仲村宗悟）、桜庭薫（内田雄馬）、柏木翼（八代拓）
2. 1 2 3  天ヶ瀬冬馬（寺島拓篤）、御手洗翔太（松岡禎丞）、伊集院北斗（神原大地）
3. 1 2 3  都築圭（土岐隼一）、神楽麗（永野由祐）
4. 1 2 3  鷹城恭二（梅原裕一郎）、ピエール（堀江瞬）、渡辺みのり（高塚智人）
5. 1 2 3  蒼井享介（山谷祥生）、蒼井悠介（菊池勇成）
6. 1 2 3  握野英雄（熊谷健太郎）、木村龍（濱健人）、信玄誠司（増元拓也）
7. 1 2 3  猫柳キリオ（山下大輝）、華村翔真（バレッタ裕）、清澄九郎（中田祐矢）
8. 1 2 3  伊瀬谷四季（野上翔）、秋山隼人（千葉翔也）、若里春名（白井悠介）、冬美旬（永塚拓馬）、榊夏来（渡辺紘）
9. 1 2 3  紅井朱雀（益山武明）、黒野玄武（深町寿成）
10. 1 2 3  神谷幸広（狩野翔）、東雲荘一郎（天﨑滉平）、アスラン＝ベルゼビュートII世（古川慎）、卯月巻緒（児玉卓也）、水嶋咲（小林大紀）
11. 1 2 3  岡村直央（矢野奨吾）、橘志狼（古畑恵介）、姫野かのん（村瀬歩）
12. 1 2 3  硲道夫（伊東健人）、舞田類（榎木淳弥）、山下次郎（中島ヨシキ）
13. 1 2 3  大河タケル（寺島惇太）、円城寺道流（濱野大輝）、牙崎漣（小松昌平）
14. 1 2 3  秋月涼（三瓶由布子）、兜大吾（浦尾岳大）、九十九一希（比留間俊哉）
15. 1 2 3  葛之葉雨彦（笠間淳）、北村想楽（汐谷文康）、古論クリス（駒田航）
16. 1 2 3  天峰秀（伊瀬結陸）、花園百々人（宮﨑雅也）、眉見鋭心（大塚剛央）
17. 1 2 3  天ヶ瀬冬馬（寺島拓篤）、御手洗翔太（松岡禎丞）、伊集院北斗（神原大地）、天道輝（仲村宗悟）、桜庭薫（内田雄馬）、柏木翼（八代拓）、都築圭（土岐隼一）、神楽麗（永野由祐）、鷹城恭二（梅原裕一郎）、ピエール（堀江瞬）、渡辺みのり（高塚智人）、伊瀬谷四季（野上翔）、秋山隼人（千葉翔也）、若里春名（白井悠介）、冬美旬（永塚拓馬）、榊夏来（渡辺紘）、蒼井享介（山谷祥生）、蒼井悠介（菊池勇成）、硲道夫（伊東健人）、舞田類（榎木淳弥）、山下次郎（中島ヨシキ）、清澄九郎（中田祐矢）、猫柳キリオ（山下大輝）、華村翔真（バレッタ裕）、握野英雄（熊谷健太郎）、木村龍（濱健人）、信玄誠司（増元拓也）、紅井朱雀（益山武明）、黒野玄武（深町寿成）、神谷幸広（狩野翔）、東雲荘一郎（天﨑滉平）、アスラン＝ベルゼビュートII世（古川慎）、卯月巻緒（児玉卓也）、水嶋咲（小林大紀）、大河タケル（寺島惇太）、円城寺道流（濱野大輝）、牙崎漣（小松昌平）、岡村直央（矢野奨吾）、橘志狼（古畑恵介）、姫野かのん（村瀬歩）、秋月涼（三瓶由布子）、兜大吾（浦尾岳大）、九十九一希（比留間俊哉）、葛之葉雨彦（笠間淳）、北村想楽（汐谷文康）、古論クリス（駒田航）、天峰秀（伊瀬結陸）、花園百々人（宮﨑雅也）、眉見鋭心（大塚剛央）
18. ↑  天ヶ瀬冬馬（寺島拓篤）、天道輝（仲村宗悟）、渡辺みのり（高塚智人）、木村龍（濱健人）、秋山隼人（千葉翔也）、伊瀬谷四季（野上翔）、紅井朱雀（益山武明）、アスラン＝ベルゼビュートII世（古川慎）、水嶋咲（小林大紀）、橘志狼（古畑恵介）、大河タケル（寺島惇太）、円城寺道流（濱野大輝）、牙崎漣（小松昌平）、兜大吾（浦尾岳大）、眉見鋭心（大塚剛央）
19. ↑  御手洗翔太（松岡禎丞）、柏木翼（八代拓）、都築圭（土岐隼一）、ピエール（堀江瞬）、蒼井悠介（菊池勇成）、信玄誠司（増元拓也）、華村翔真（バレッタ裕）、清澄九郎（中田祐矢）、若里春名（白井悠介）、神谷幸広（狩野翔）、卯月巻緒（児玉卓也）、姫野かのん（村瀬歩）、舞田類（榎木淳弥）、秋月涼（三瓶由布子）、北村想楽（汐谷文康）、花園百々人（宮﨑雅也）
20. ↑  伊集院北斗（神原大地）、桜庭薫（内田雄馬）、神楽麗（永野由祐）、鷹城恭二（梅原裕一郎）、蒼井享介（山谷祥生）、握野英雄（熊谷健太郎）、猫柳キリオ（山下大輝）、冬美旬（永塚拓馬）、榊夏来（渡辺紘）、黒野玄武（深町寿成）、東雲荘一郎（天﨑滉平）、岡村直央（矢野奨吾）、硲道夫（伊東健人）、山下次郎（中島ヨシキ）、九十九一希（比留間俊哉）、葛之葉雨彦（笠間淳）、古論クリス（駒田航）、天峰秀（伊瀬結陸）